# Landgraaf
Landgraaf (limburguès Lankgraaf) és un municipi de la província de Limburg, al sud-est dels Països Baixos. L'1 de gener del 2009 tenia 38.600 habitants repartits sobre una superfície de 24,69 km² (dels quals 0,09 km² corresponen a aigua). Limita al nord-est amb Übach-Palenberg, al sud-est amb Kerkrade, a l'oest amb Heerlen i al nord-oest amb Brunssum.
El seu nom prové de la presència d'un landgraaf, un sistema de defensa militar de l'edat mitjana.

## Centres de població
| Neerlandès   | Limburguès | Població |
| Schaesberg   | D'r Sjeet  | 17.120   |
| Waubach      | Waobich    | 12.170   |
| Nieuwenhagen | Nuienhage  | 9.400    |
| Rimburg      | Rimburg    | 790      |
| (Font: CBS)  |            |          |

## Ajuntament
- Gemeenschappelijke Burgerbelangen Landgraaf (GBBL) 9 (2006: 11) regidors
- PvdA 4 (2006: 6) regidors, va rebre dos escindits de GBBL
- CDA, 4 regidors
- VVD 2 regidors,
- SP 2 regidors
- GL 1 regidor
- Progressief Landgraaf 1 regidor